# Conus stenostomus
Conus stenostomus é uma espécie de gastrópode do gênero Conus, pertencente a família Conidae.